# Thoreigne
La Thoreigne est une rivière française du département Jura de la région Bourgogne-Franche-Comté dans la zone hydrographique du Valouson, affluent de la Valouse, elle-même sous-affluent du Rhône par l'Ain.

## Géographie
De 9 kilomètres de longueur,
la Thoreigne prend sa source (résurgence) sur la commune de Dompierre-sur-Mont à 505 mètres d'altitude.
Il coule globalement du nord-est vers le sud-ouest et parallèlement à la Valouse voisine à l'est.
Il disparait dans une perte sur la commune de Chavéria, à 480 mètres d'altitude,.
Les cours d'eau voisins sont à l'est et au sud la Valouse et au sud-ouest le Valouson

## Communes et cantons traversés
Dans le seul département du Jura, la Thoreigne traverse cinq communes et un canton :
- dans le sens amont vers aval : Dompierre-sur-Mont (source résurgente), Orgelet, Présilly, Moutonne, Chavéria (perte).

Soit en termes de cantons, la Thoreigne prend source et disparaît dans le même canton d'Orgelet.

## Affluent
La Thoreigne n'a pas d'affluent référencé.

## Hydrologie
La superficie du bassin versant Le Valouson' (V261) est de 100 km2. Le rang de Strahler est de un.
Deux stations ont existé sur la Thoreigne de 1969 à 1974 sans données de synthèse : à Orgelet [Pont de la Thoreigne], à Orgelet [Sézéria]
Sur les cinq communes du bassin versant, il y a 2 408 habitants, pour une superficie de 56 km2 avec une densité de 43,1 hab/km2 à 505 m d'altitude moyenne.